# Islandia en el Festival de la Canción de Eurovisión 2001
Islandia fue representada por el dúo Two Tricky (Kristján Gíslason y Gunnar Ólason), con la canción "Angel", en el Festival de la Canción de Eurovisión 2001, el cual tuvo lugar el 12 de mayo en Copenhague.   "Angel" fue escogida como la entrada islandesa en la final nacional Söngvakeppni Sjónvarpsins el 17 de febrero.

## Final
La final nacional fue realizada en los estudios de la radioemisora RÚV en Reykjavík, presentada por Steinunn Ólína Þorsteinsdóttir. Ocho canciones participaron, siendo el ganador escogido por televoto.  La canción ganadora fue presentada en islandés cuando "Birta". Entre los otros participantes estuvo la que sería la representante de Islandia en 2003, Birgitta Haukdal.
| # | Artista                                  | Canción             | Televoto | Puesto |
| - | ---------------------------------------- | ------------------- | -------- | ------ |
| 1 | Eyjólfur Kristjánsson & Birgitta Haukdal | "Aftur heim"        | 831      | 7      |
| 2 | Ruth Reginalds                           | "Enginn eins og þú" | 2,402    | 2      |
| 3 | Gúðrun Árný Karlsdóttir                  | "Komdu til mín"     | 1,127    | 6      |
| 4 | Rúna G. Stefánsdóttir                    | "Í villtan dans"    | 1,636    | 4      |
| 5 | Ingunn Gylfadóttir                       | "Allt sem ég á"     | 421      | 8      |
| 6 | Páll Rósinkranz                          | "Min æskuást"       | 1,270    | 5      |
| 7 | Kristján Gíslason Y Gunnar Ólason        | "Birta"             | 5,710    | 1      |
| 8 | Margrét Kristín Sigurðardóttir           | "Röddin þín"        | 2,156    | 3      |

## En Eurovisión
En la noche de la final Dos Delicado actuado segundo en el orden de correr, después de Países Bajos y antes de Bosnia y Herzegovina. Al finalizar las votaciones, "Angel" había recibido solo 3 puntos (2 de Dinamarca y 1 de Noruega), colocando a Islandia en último puesto (junto con Noruega) de los 23 participantes, era la segunda vez que el país acababa en el fondo del marcador.  Los 12 puntos del televoto islandés fue otorgado a Dinamarca.
El último puesto significó que Islandia sería relegada y no participaría en el Festival de 2002.

### Puntos otorgados por Islandia
| 12 puntos | Dinamarca |
| 10 puntos | Estonia   |
| 8 puntos  | Grecia    |
| 7 puntos  | Suecia    |
| 6 puntos  | Eslovenia |
| 5 puntos  | Rusia     |
| 4 puntos  | Francia   |
| 3 puntos  | Malta     |
| 2 puntos  | España    |
| 1 punto   | Lituania  |

### Puntos otorgados a Islandia
| 12 puntos | 10 puntos | 8 puntos | 7 puntos    | 6 puntos  |
| --------- | --------- | -------- | ----------- | --------- |
|           |           |          |             |           |
| 5 puntos  | 4 puntos  | 3 puntos | 2 puntos    | 1 punto   |
|           |           |          | - Dinamarca | - Noruega |